# Aiguilles du Dru
Le Aiguilles du Dru - dette anche Les Drus - sono due vette situate nella parte settentrionale del massiccio del Monte Bianco, nelle Alpi Graie. Fanno parte del gruppo dell'Aiguille Verte. La sua parete nord rappresenta una delle classiche pareti nord delle Alpi.

## Caratteristiche

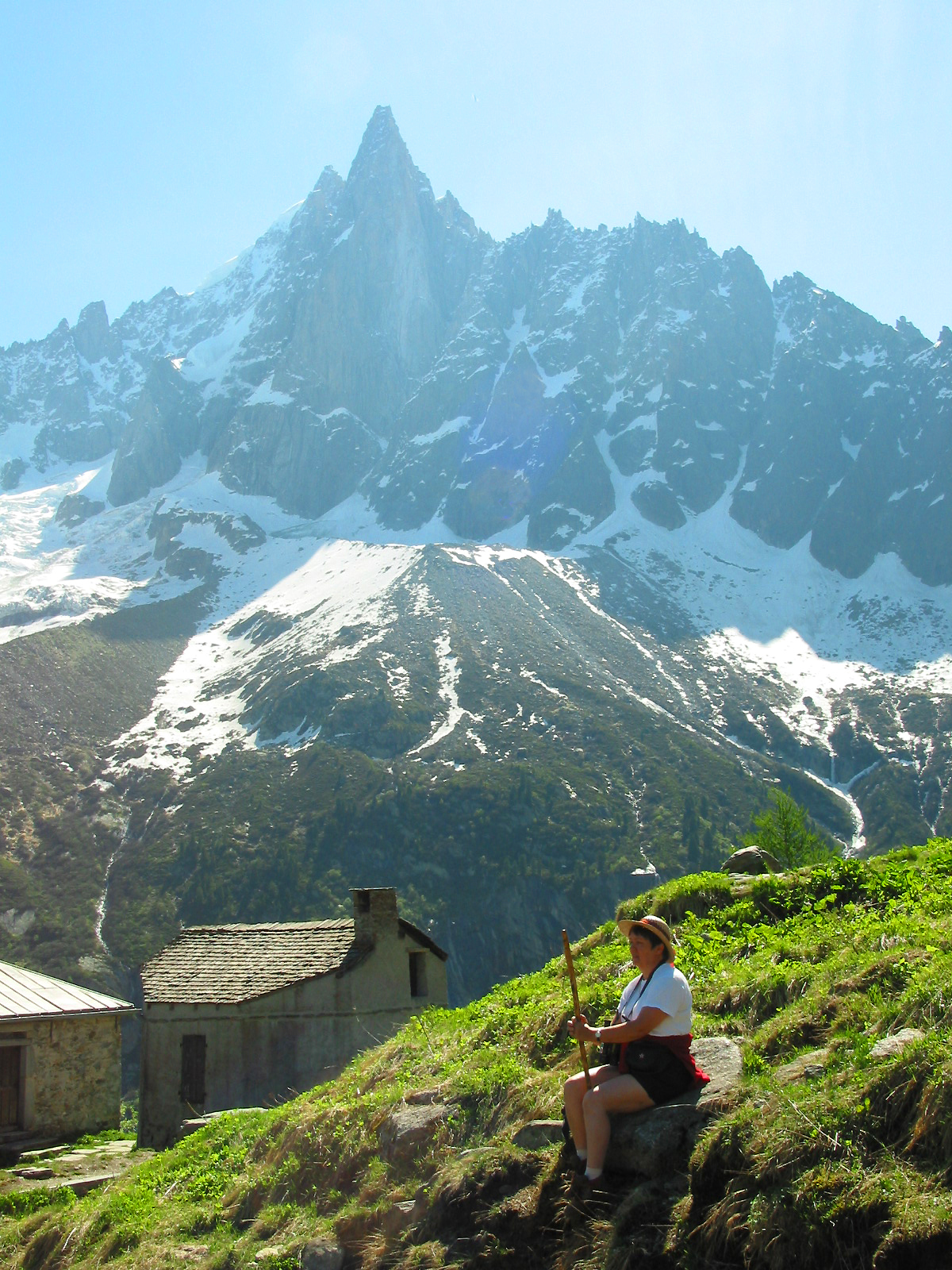
Il versante ovest.

Sono costituite da due cime vicine, ma distinte:
- il Grand Dru, 3754 m, a est, punto culminante
- il Petit Dru, 3733 m, a ovest

Le due cime sono separate dalla Brèche du Dru (breccia del Dru in italiano) di 3697 m.
La parete ovest è stata soggetta a numerose frane di roccia, nel 1997, 2003, 2005 e 2011, compromettendo la possibilità di salire alcune vie su quel versante. In particolare le frane avvenute tra giugno e settembre 2005 hanno fatto crollare il pilastro sud-ovest, su cui saliva la celebre Via Bonatti, per questo anche chiamato pilastro Bonatti.

## Ascensioni

### Prima ascensione
La prima ascensione del Grand Dru fu compiuta il 12 settembre 1878 da Clinton Thomas Dent e James Walker Hartley, con Alexander Burgener e Kaspar Maurer.
La prima ascensione del Petit Dru fu compiuta il 29 agosto 1879 da Jean Charlet-Straton, Prosper Payot e Frédéric Folliguet.
Il 31 agosto 1887 tre alpinisti riuscirono nella prima attraversata dal Grand Dru al Petit Dru, aiutati con delle lunghe corde tenute dall'alto. La prima traversata senza aiuto esterno avvenne il 23 agosto 1901, ad opera di E.Fontaine con Joseph e Jean Ravanel.

### Concatenamenti
- Via Americana all'Aiguille du Fou e Diretta Americana al Petit Dru - 14 agosto 1981 - Concatenamento realizzato da Jean-Marc Boivin e Patrick Berhault con trasferimento in deltaplano.[7]
- Diretta Americana e Via Bonatti al Petit Dru- luglio 1982 - concatenamento di Eric Escoffier e Daniel Lacroix, 5h:30 per la Diretta Americana e 5h:15 per la Bonatti.[8]
- Diretta Americana al Petit Dru e Sperone Walker alle Grandes Jorasses - 1985 - Concatenamento di Eric Escoffier e Daniel Lacroix.[9]
- Diretta Americana al Petit Dru, Sperone Walker alle Grandes Jorasses e Cresta integrale di Peuterey - agosto 1990 - Concatenamento di Alain Ghersen in 66 ore.[10][11]

## Vie alpinistiche

### Parete nord

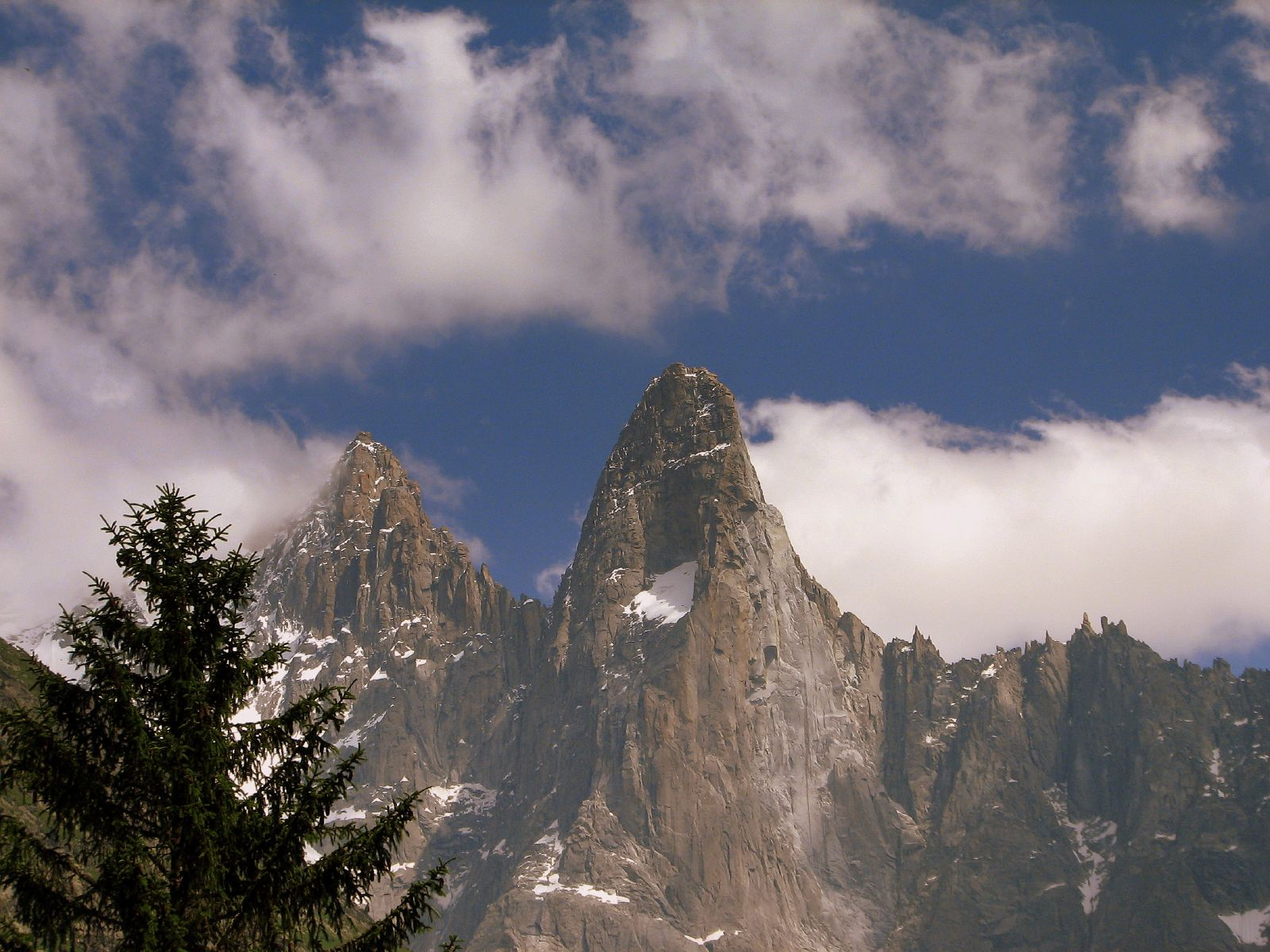
Le Aiguilles du Dru viste da nord-ovest

- Via Allain-Leininger - dal 31 luglio al 1º agosto 1935 - Prima salita di Pierre Allain e Raymond Leininger, prima via sulla parete nord.[12]
- Via Lesueur - 25-27 luglio 1952 - Prima salita di Pierre e Henri Lesueur.[13]
  - gennaio 2012 - Prima salita in libera di Ueli Steck e Jonathan Griffith.[14][15]
- Couloir Nord - 28-31 dicembre 1973 - Prima salita di Walter Cecchinel e Claude Jager, 800 m VI/5, 5c e A1. La via termina alla brèche des Drus.[16]

### Parete ovest

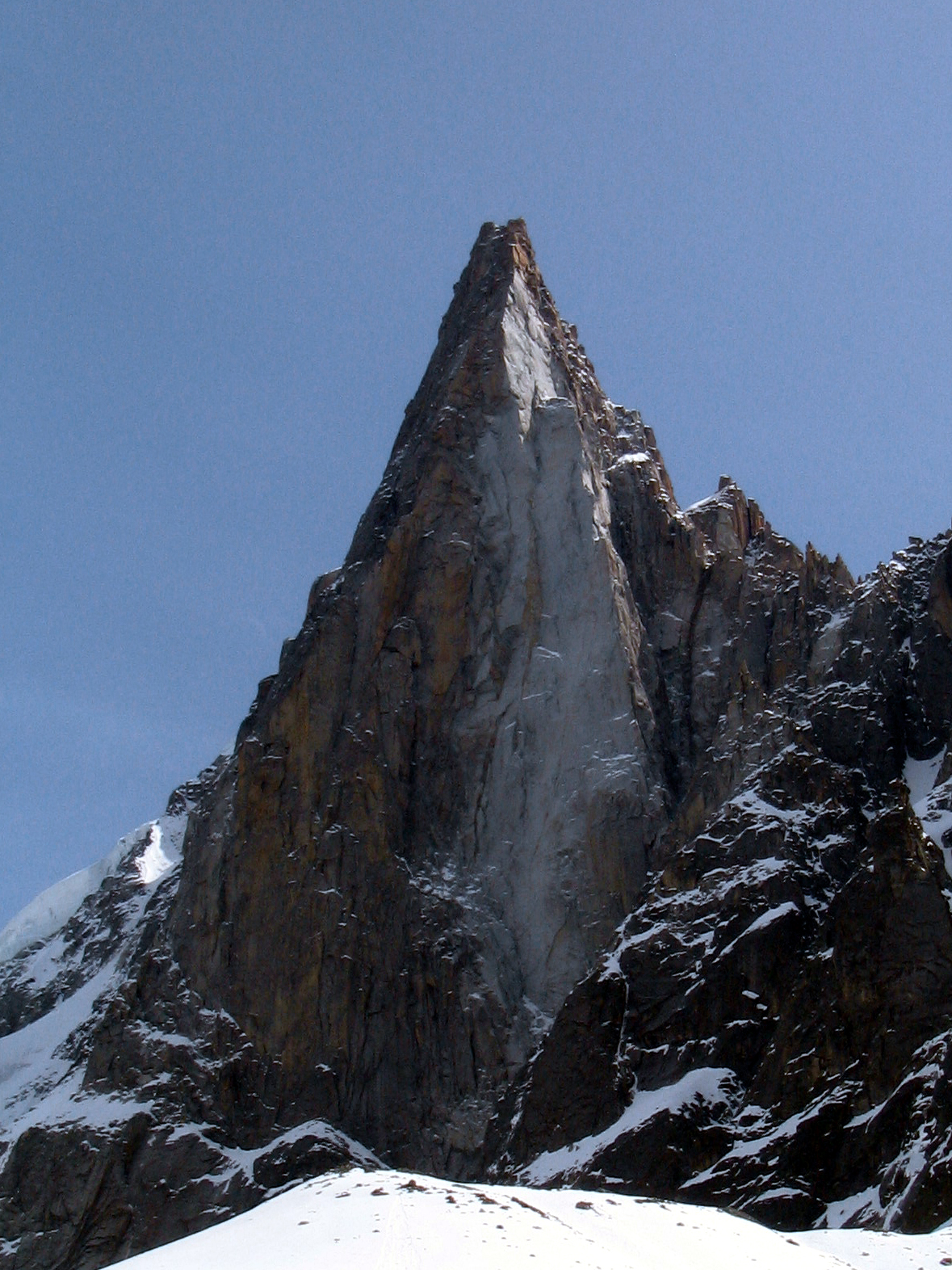
Parete ovest

- Via Dagory-Lainé-Berardini-Magnone - luglio 1952 - Prima via sulla parete ovest di Guido Magnone, Lucien Berardini, Adrien Dagory e Marcel Lainé. La via fu aperta in due tentativi distinti, e il secondo fu ripreso da metà parete utilizzando la via Allain-Leininger. Per questo motivo, e per il fatto di aver utilizzato molti chiodi a pressione gli alpinisti furono soggetti a critiche.[17]
- Via Bonatti - 17-22 agosto 1955 - Walter Bonatti apre in solitaria una nuova via sul pilastro sud-ovest in sei giorni, 600 m/TD+, A1. Questa ascensione ha costituito uno dei più grandi exploit della storia dell'alpinismo.[18] Il pilastro è crollato in seguito alle frane avvenute tra giugno e settembre 2005.[3]
  - 31 gennaio 1989 - Prima solitaria invernale di Alain Ghersen.[19]
  - 1990 - Prima solitaria femminile di Catherine Destivelle in quattro ore.[20]
- Diretta Americana - 24-26 luglio 1962 - Prima salita di Gary Hemming e Royal Robbins.[21]
  - 1978 - Prima salita in libera di Patrick Berhault e Georges Unia.[21]
  - 30 giugno 1982 - Salita in free solo in 3h:10 di Christophe Profit.[22]
- Direttissima Americana - 10-13 agosto 1965 - Prima salita di John Harlin e Royal Robbins.[23]
  - 22 luglio 1983 - Prima salita in libera di Christophe Profit e Eric Escoffier e una seconda cordata con Thierry Renault e Pascal Etienne.[24]
  - 1995 - Prima solitaria di Valerij Babanov.[25]
- Via Destivelle - giugno 1991 - Catherine Destivelle apre in solitaria una nuova via in undici giorni, 800 m/VI, A5.[26]
- Via Lafaille - 12-20 febbraio 2001 - Jean-Christophe Lafaille apre in solitaria invernale una via di arrampicata artificiale fino all'A5+.[27]

### Parete sud
- Via Contamine - 30 giugno 1952 - Prima salita di Michel Bastien e André Contamine (parete sud Grand Dru).[28]

## Statua sul Petit Dru
Il 4 settembre 1913 una cordata di alpinisti tentò di issare sulla cima del Petit Dru una statua della Madonna di Lourdes, del peso di 13 kg, completamente in alluminio e dell'altezza di un metro circa. A causa delle pessime condizioni meteorologiche, furono costretti ad abbandonarla a quota 3.000 m, negli anfratti di una roccia, e si riuscì a portarla sulla vetta solamente dopo la fine della prima guerra mondiale, il 18 settembre 1919.